# لقاح

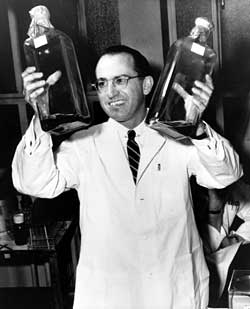
جوناس سولك في جامعة بيتسبرغ عام 1955 يحمل قارورتين لعينات مزروعة للقاح شلل الاطفال.

اللقاح هو مستحضر بيولوجي، يقدم المناعة الفاعلة المكتسبة تجاه مرض معين. يحتوي اللقاح بشكل نموذجي على وسيط يشبه العضوية الدقيقة المسببة للمرض، وغالباً يصنع من الأشكال المضعفة أو المقتولة للجرثوم، أو من سمومه، أو أحد بروتيناته السطحية. يحرض هذا الوسيط الجهاز المناعي للجسم ليتعرف على هذا الجرثوم كمهدد له ويدمره، ويبقي لديه نسخة منه كي يستطيع الجهاز المناعي التعرف عليه ويحطمه بسهولة إذا هاجمه أي من هذه العضويات مرة أخرى. عملية تقديم اللقاح تدعى عملية التلقيح. تمت دراسة فعالية التلقيح والتحقق منها بشكل جيد، على سبيل المثال لقاح الإنفلونزا، لقاح الفيروس الحليمومي البشري، لقاح الجدري. يعد التلقيح الطريقة الأولى الفعالة للوقاية من الأمراض المعدية. المناعة واسعة الانتشار المأخوذة من اللقاحات مسؤولة بشكل كبير عن الاستئصال العالمي لمرض الجدري، والحد من أمراض أخرى كشلل الأطفال، والحصبة، والكزاز في معظم مناطق العالم.
بينت منظمة الصحة العالمية أن اللقاحات المرخصة حالياً متاحة للوقاية أو للمساهمة في الوقاية وضبط 25 مرض معد.
يمكن أن تكون اللقاحات وقائية (مثال: تقي أو تحسن آثار مرض مستقبلي عبر عامل ممرض طبيعي أو بري)، أو علاجية (مثال: هناك لقاحات وصفت ضد السرطانات أيضاً، انظر اللقاحات ضد السرطان). مصطلح اللقاح والتلقيح مشتق من Variolaevaccinae (جدري البقر)، أوجد إدوارد جينر الاسم ليدل على جدري البقر. استخدمه في عام 1798 تحت عنوانه العريض «التحقيق في اللقاح الجدري المعروف باسم لقاح جدري البقر»، والذي وصف فيه التأثير الوقائي لهذا اللقاح ضد الجدري. في عام 1881، لتكريم جينر، اقترح العالم لويس باستور أن المصطلح يجب أن نوسعه ليغطي كل لقاح جديد يُكتشف لاحقاً.

## الفعالية

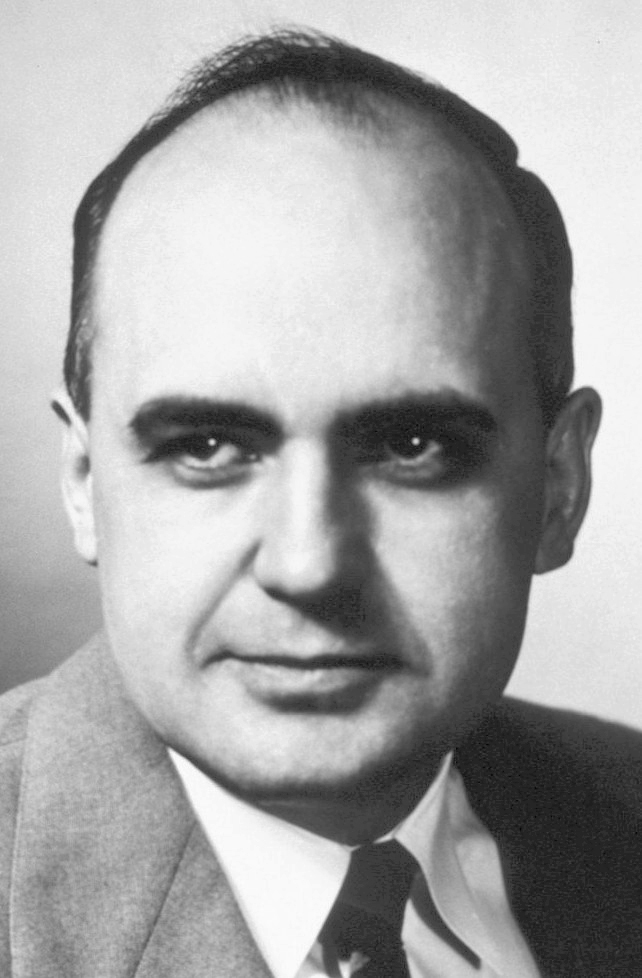
لقاح الحصبة الذي ابتكره Maurice Hilleman يقدر بانه منع 1 مليون وفاة من الحصبة سنويا

تاريخياً، كانت اللقاحات هي الوسائل الأكثر فعالية لمحاربة واستئصال الأمراض المعدية. ومع ذلك، كان هناك تقييد لهذه الفعالية. كانت تفشل الوقاية في بعض الأوقات على الرغم من ان المضيف يقوم بإنتاج اجسام مضادة بسبب عدم استجابة الجهاز المناعي للمضيف بشكل كاف، أو عدم استجابته إطلاقاً. قلة الاستجابة هذه كانت تنتج بشكل شائع عن عوامل سريرية، كداء السكري، استعمال الستيروئيدات، الإيدز، العمر.
على أية حال ممكن أن تفشل الوقاية أيضاً بسبب عوامل وراثية إذا كان الجهاز المناعي للمضيف لا يحوي على سلالات من الخلايا البائية التي تستطيع توليد الاجسام المضادة المناسبة للبدء بالفعالية، والارتباط بمولدات الضد المرتبطة بالعامل الممرض.
حتى لو شكل المضيف اجساما مضادة ممكن أن تكون الوقاية غير كافية، ممكن أن تتطور المناعة بشكل بطيء جداً، بحيث لا تستطيع الاجسام المضادة تعطيل العامل الممرض بشكل كامل، ومن الممكن أن يكون هناك سلالات عديدة من العامل الممرض، لا تكون كلها حساسة بشكل متساوي للتفاعل المناعي. على أية حال، حتى المناعة الجزئية، المتأخرة أو الضعيفة، كالتي تنتج عن المناعة المتصالبة تجاه سلالة غير السلالة المستهدفة، يمكن أن تخفف التهاباً متسببة بمعدل وفيات أقل، وإمراضية أقل، وشفاء أسرع.
المساعدات تستخدم بشكل شائع لزيادة الاستجابة المناعية، وبشكل خاص للأعمار الأكبر من الناس (50 إلى 75 عام أو أكثر)، والذين تكون استجابتهم المناعية تجاه لقاح بسيط قد أضعفت.
فعالية أو أداء اللقاح تعتمد على عدد من العوامل:
- المرض نفسه (يكون أداء اللقاح في بعض الأمراض أكثر من غيرها).
- سلالة اللقاح (بعض اللقاحات تكون نوعية لسلالات معينة من المرض، أو على الأقل أكثر فعالية تجاه هذه السلالات).[13]
- فيما إذا كان جدول اللقاح ملاحظ بصورة صحيحة.
- الاستجابة الغريبة للقاحات (بعض الأشخاص يبدون عدم استجابة لبعض اللقاحات، أي أنهم لا يشكلون أضداد حتى بعد تلقيحهم بشكل صحيح).
- عوامل متنوعة كالعرق، والعمر، والاستعداد الوراثي.

إذا ظهر لدى الشخص الذي أخذ اللقاح نفس المرض الذي لقح ضده، يميل المرض أن يكون أقل قوة مقارنة بمن لم يأخذ اللقاح.
فيما يلي اعتبارات هامة حول فعالية برنامج اللقاح:[الاقتباس الضروري]*
1. التصميم الحذر لتوقع تأثير حملة التلقيح على وبائية المرض على المدى المتوسط إلى البعيد.
2. المراقبة المستمرة للأمراض ذات الصلة، بعد تقديم اللقاح الجديد.
3. الحفاظ على معدلات تمنيع عالية، حتى عندما يصبح المرض نادراً.

في عام 1958، كان هناك حالة 763,094 من الحصبة في الولايات المتحدة الأمريكية، تسببت بوفاة 552 شخص. بعد تقديم لقاح جديد تضاءل عدد الحالات لأقل من 150 حالة في السنة (بمتوسط 56 حالة). في أوائل ال 2008 كان هناك 64 حالة محتملة من الحصبة. 54 حالة منها كانت مستوردة من بلد آخر، على الرغم من أن 13 منها حدثت في الحقيقة خارج الولايات المتحدة، 63 من ال 64 فرد إما لم يلقحوا لقاح الحصبة، أو هم غير متأكدين فيما إذا أخذوا هذا اللقاح.

## التأثيرات الضارة
اللقاحات المعطاة في الطفولة غالباً آمنة. إن وجدت لها تأثيرا جانبية فهي ضئيلة بشكل عام. معدل التأثيرات الضارة يعتمد على اللقاح. بعض التأثيرات الضارة المحتملة تتضمن: الحرارة، الألم حول مكان الحقن، والآلام العضلية. بالإضافة إلى ذلك، قد يكون بعض الأفراد لديهم حساسية من مكونات اللقاح. ونادرا ما يرتبط لقاح MMR مع المضبوطات الحموية.
الآثار الجانبية الحادة نادرة للغاية. ونادرا ما يرتبط لقاح الحماق مع مضاعفات في الأفراد الذين لديهم نقص مناعي واللقاحات الفيروسي العجلي يرتبط بشكل معتدل مع الانغلاف.

## الأنواع

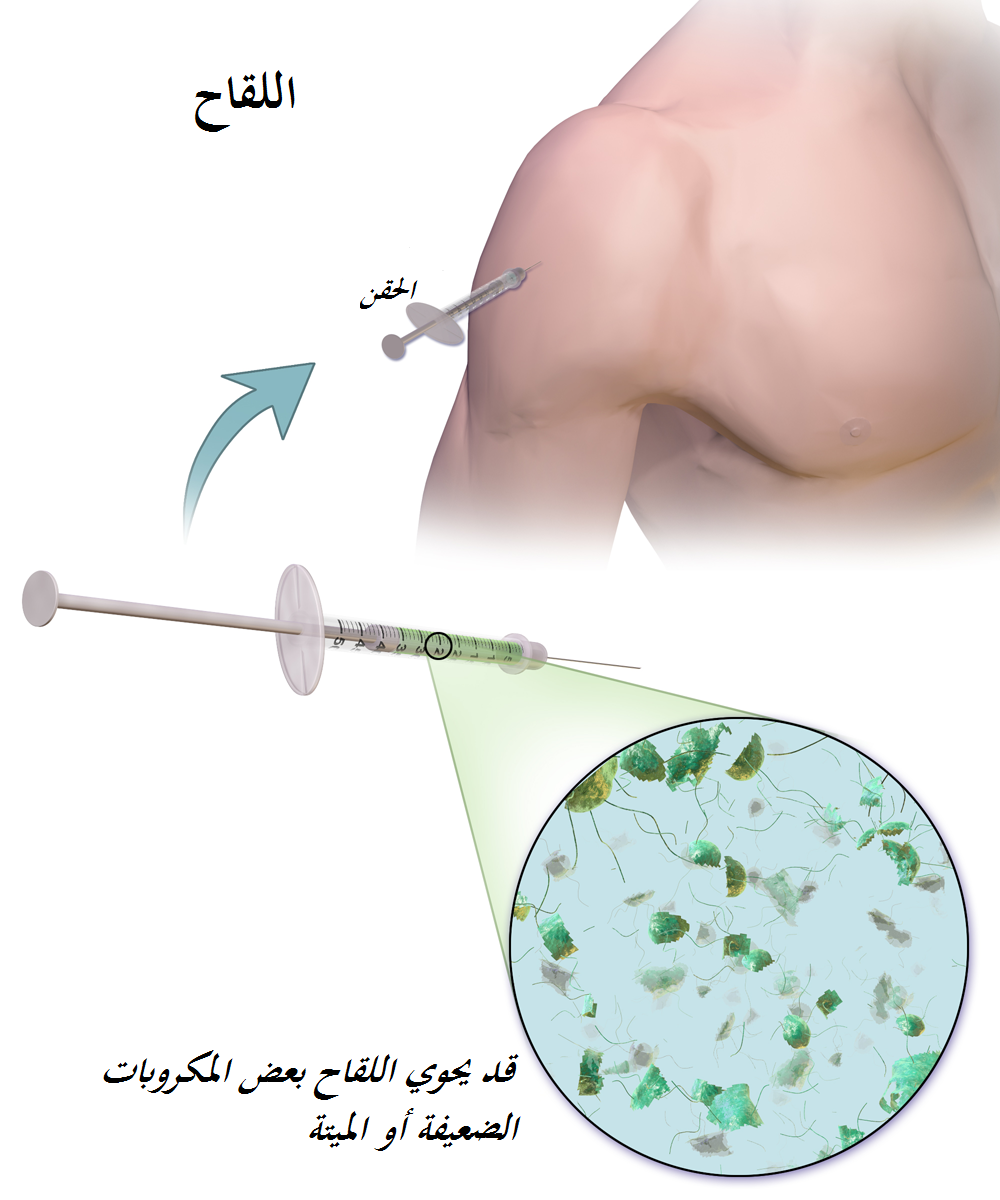
اللقاح

إنتاج لقاح إنفلونزا الطيور باستخدام التقنيات الوراثية.

اللقاحات هي عضيات ميتة أو مضعفة، أو منتجات منقاة مشتقة منها.
هناك أنواع عديدة من اللقاحات قيد الاستخدام. هذا يمثل الطرق العديدة المستخدمة لمحاولة التقليل من خطر المرض، أثناء الاحتفاظ بالقدرة على تحريض الاستجابة المناعية المفيدة.

### الخامل
اللقاحات المضعفة (رابط المقالة كاملة)
بعض اللقاحات تحوي عضيات دقيقة مضعفة، كانت قوية سابقاً، لكنها حطمت بالمواد الكيميائية، أو الحرارة، أو الإشعاعات، أو المضادات الحيوية. مثل إنفلونزا|الإنفلونزا، كوليرا الكوليرا، طاعون دملي الطاعون الدبلي، شلل الأطفال التهاب الكبد الوبائي أ|التهاب الكبد A ، داء الكلب.

### الموهن
اللقاحات الموهنة (رابط المقالة كاملة)
بعض اللقاحات تحوي عضويات دقيقة حية موهنة. العديد منها فيروسات نشطة تمت زراعتها بشروط تعطل خصائصها السمية، أو تستخدم عضيات أكثر صلة وأقل خطراً لتشكيل استجابة مناعية واسعة. على الرغم من أن معظم اللقاحات المضعفة فيروسية، لبعضها طبيعة بكتيرية.
أمثلة عن الأمراض الفيروسية: الحمى الصفراء، الحصبة، الحصبة الألمانية، والنكاف. والأمراض البكتيرية، التيفوئيد.
لقاح المفطورات السلية الحي والذي طوره (كالمت وغورين) ليس مصنوعاً من سلالات معدية، ولكنه يحوي سلاسل معدلة الفوعة تدعى BCG تستخدم لاستخراج استجابة مناعية للقاح. اللقاح المضعف الحي الذي يحوي سلاسل اليرينية الطاعونية استخدم للتمنيع من الطاعون. اللقاحات المضعفة لها عدة مزايا وعدة مساوئ. فهي تحرض استجابات مناعية أقوى، وتعتبر نوع مفضل للبالغين الأصحاء. ولكنها قد تكون غير آمنة الاستخدام عند الأفراد المثبطين مناعياً، وبشكل نادر يمكن أن تتحول للشكل المفوع، وتسبب المرض.

### الذيفانات
اللقاحات الذيفانية مصنوعة من مركبات ذيفان معطل تسبب المرض أكثر من العضوية الدقيقة. تتضمن الأمثلة عن هذه اللقاحات المعتمدة على الذيفانات الكزاز والدفتيريا. اللقاحات المصنوعة من الذيفانات معروفة بفعاليتها. لا تعود كل الذيفانات لأحياء دقيقة، على سبيل المثال ذيفان الأفعى الصلالة يستخدم لتمنيع الكلاب ضد عضات الأفعى الصلالة.

### الوحدات
وحدات البروتين، بدلاً من تقديم الأحياء الدقيقة المضعفة أو المعطلة للجهاز المناعي (و التي تشكل لقاح كامل العامل) جزء منه يمكنه أن يشكل الجواب المناعي. مثل اللقاح ضد التهاب الكبد الفيروسي B، والذي يتألف من البروتينات السطحية على الفيروس فقط (كان سابقاً يستخرج من مصل المرضى المصابين بالفيروس والمصابين بشكل مزمن، ولكنه يصنع الآن من إعادة تركيب المورثات الفيروسية في الخميرة)، لقاح الجزيئات المشابهة للفيروسات (VLP)ضد مرض الفيروس الحليمومي البشري، والذي يتألف من الغلاف البروتيني الكبير للفيروس، ووحدات الهيماغلوتينين، والنورامينداز لفيروس الإنفلونزا. لقاح الوحدات يستخدم للتمنيع ضد الطاعون.

### المتقارن
بعض البكتيريا محاطة بأغلفة عديدة السكاريد تستثير المناعة بشكل ضعيف. عبر ربط هذه الأغلفة ببروتينات (كالذيفانات)، سنجعل الجهاز المناعي يتعرف على هذه الأغلفة وكأنها مولدات ضد بروتينية. تستخدم هذه الطريقة في لقاح المستدمية النزلية النمط B.

### التجريبي

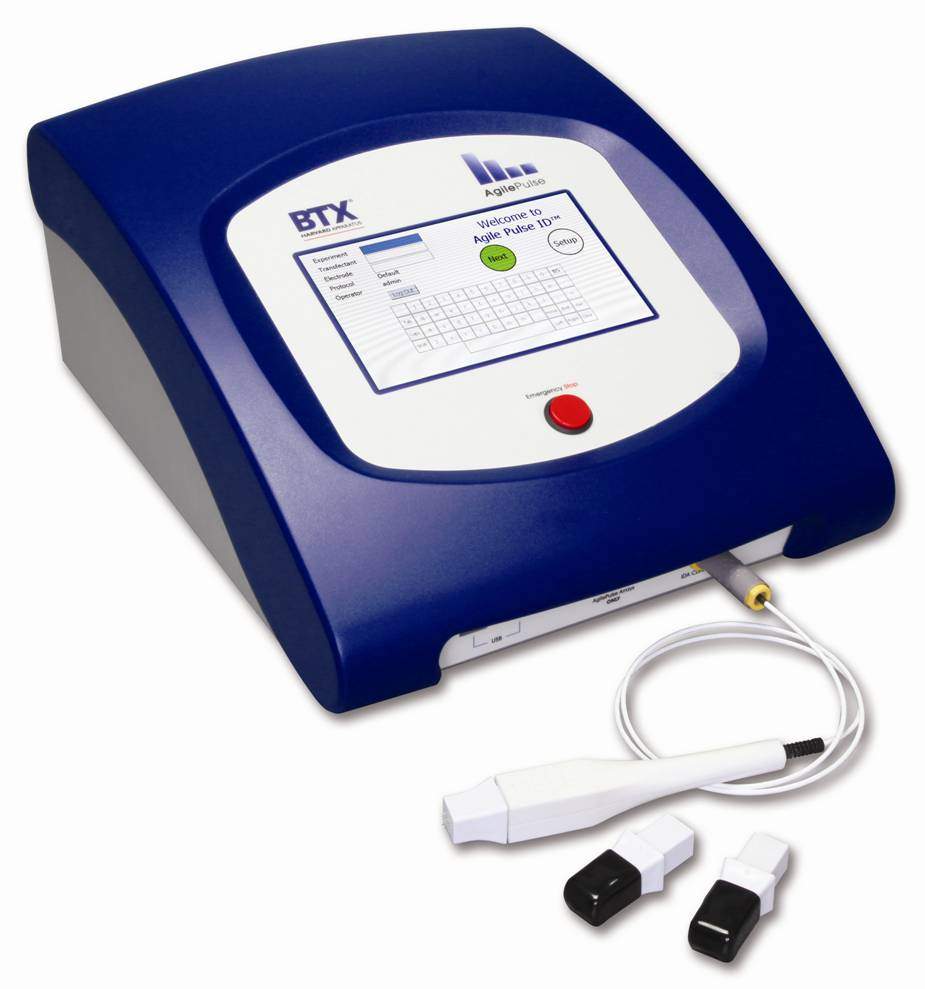
نظام Electroporation لتقديم اللقاحات التجريبية " لقاحات ال DNA "

عدد من اللقاحات المبتكرة قيد التطوير والاستخدام:
- لقاحات الخلايا المتغصنة تربط الخلايا المتغصنة مع مولدات الضد، لتتعرف الكريات البيضاء على مولدات الضد هذه، وهذا يحرض الاستجابة المناعية. أظهرت هذه اللقاحات نتائج تمهيدية إيجابية في علاج أورام الدماغ.[22] وتمت تجربتها أيضاً على أورام الميلانوما الجلدية الخبيثة.[23]
- الناقل المزجي: وذلك بمزج خصائص عضية دقيقة وDNAعضية أخرى، يمكن أن تتشكل مناعة تجاه أمراض لها عمليات إمراضية معقدة.
- تلقيح ال DNA:

مقاربة تجريبية بديلة للتلقيح دعيت بتلقيح DNA، مأخوذة من المادة الوراثية للعامل الممرض ما زالت قيد التطوير. الآلية المقترحة هي إدخال (و التعبير المحرض باستخدامelectroporation والتي تحث جهاز التعرف المناعي) المادة الوراثية لبكتيريا أو فيروس لداخل الخلية الإنسانية أو حيوانية. بعض خلايا الجهاز المناعي والتي ستتعرف على البروتينات التي تم التعبير عنها، ستتولى الهجوم ضد هذه البروتينات والخلايا التي تعبر عنها. ولأن هذه الخلايا تعيش لفترة طويلة جدا، إذا هاجم العامل الممرض في وقت لاحق، والمعبر عنه بشكل طبيعي بهذه البروتينات، ستتم مهاجمتها بسرعة من قبل الجهاز المناعي.
هناك ميزة أساسية للتلقيح DNA، وهي أنها سهلة الاستخدام والتخزين. حتى عام 2015 التلقيح DNAلا يزال تجريبي، واستخدامه غير مصادق عليه للاستخدام البشري.
- لقاحات مستقبلات الخلايا التائية الببتيدية هي قيد التطوير لأمراض عديدة كحمى الوادي، التهاب المعدة، التهاب الجلد التأتبي. أظهرت هذه الببتيدات لتعديل تصنيع السيتوكين وتحسين آلية المناعة المتواسطة بالخلايا
- استهداف بروتينات معينة من الجرثوم معنيّة بكبت المتممة سوف يعدل آلية فوعة الجرثوم الأساسية.[24]

بينما تصنع أغلب اللقاحات من أجزاء مضعفة أو معطلة للأحياء الدقيقة، تتركب اللقاحات الصنعية بشكل كامل أو جزئي من ببتيدات، سكريات، أو أجسام مضادة مصنعة.

### المتكافئ
يمكن أن تكون اللقاحات أحادية التكافؤ (تدعى أيضاً وحيدة التكافؤ)، ويمكن أن تكون متعددة التكافؤ (تدعى أيضاً بعديدة التكافؤ). صمم اللقاح وحيد التكافؤ ليمنع الجسم ضد جسم مضاد واحد أو عضية دقيقة واحدة. صمم اللقاح عديد التكافؤ ليمنع الجسم ضد سلالتين أو أكثر لنفس العضية الدقيقة، أو ليمنعه ضد عضيتين دقيقتين أو أكثر. تكافؤ اللقاح عديد التكافؤ يمكن أن يرمز له ببادئة يونانية أو لاتينية (ثلاثي أو رباعي التكافؤ). بحالات معينة يعتبر اللقاح وحيد التكافؤ مفضلاً لتطوير جواب مناعي قوي بشكل سريع.

### غيري النمط
يدعى أيضاً باللقاح المغاير أو الجينري (نسبة للعالم أدوار جينر) هذه اللقاحات هي عوامل ممرضة لحيوانات أخرى والتي لا تسبب مرضاً، أو تسبب مرضاً خفيفاً للعضوية المعطاة.
المثال التقليدي هو استخدام جينر لجدري البقر للوقاية من الجدري الإنساني.
المثال الحالي هو استخدام لقاح السل المصنوع من Mycobacterium bovis للوقاية من السل الإنساني.

## تشكيل المناعة
يتعرف الجهاز المناعي على أجزاء اللقاح كمواد غريبة، ويحطمها، ويتذكرها. عندما تهاجم النسخة السامة منها الجسم يتعرف على بروتينات الغلاف الفيروسي، وهذا يعتبر تجهيز للاستجابة، عبر 1- تعديل العامل المستهدف قبل أن يستطيع الدخول إلى الخلايا.2-يتعرف على الخلايا المصابة ويهاجمها قبل أن يتكاثر هذا العامل داخلها لأعداد هائلة.
عندما يمزج لقاحين معاً أو أكثر بنفس الصيغة، يمكن أن يتفاعل اللقاحان. يحدث هذا بشكل شائع في اللقاحات الحية المضعفة، عندما يكون أحد أجزاء اللقاح أقوى من البقية، ويثبط النمو والاستجابة المناعية للأجزاء الأخرى. لوحظت هذه الظاهرة أولاً في لقاح شلل الأطفال السابين ثلاثي التكافؤ، عندما توجب إنقاص نسبة النمط المصلي الثاني من الفيروس في اللقاح لكي لا يتداخل مع الاستفادة من النمط المصلي الأول والثالث من الفيروس في اللقاح.
وجدت هذه الظاهرة كمشكلة أيضاً في لقاحات حمى الضنك التي يتم البحث فيها حالياً. حيث وجد أن النمط المصلي DEN-3 يسود ويثبط الاستجابة للأنماط DEN-1, −2 و−4.
أسهمت اللقاحات في استئصال مرض الجدري، أحد أكثر الأمراض المعدية والمسببة للوفاة التي عرفتها البشرية. أمراض أخرى كالحصبة الألمانية، والحصبة، وشلل الأطفال، والنكاف، والحماق، والتيفوئيد لم تعد موجودة كما كانت موجودة منذ مئات السنين.
طالما أن الأغلبية الكبيرة من الناس يأخذون اللقاح، سيكون من الصعب ظهور مرض ما أصلاً، عدا عن انتشاره. يدعى هذا التأثير مناعة القطيع. شلل الأطفال، والذي ينتقل عبر الإنسان فقط، مستهدف بحملة استئصال واسعة والتي جعلت شلل الأطفال المتوطن محصور في أجزاء معينة من ثلاث دول فقط (أفغانستان، نيجيريا، باكستان). صعوبة الوصول إلى جميع الأطفال إضافة إلى سوء الفهم الثقافي للموضوع جعل من الصعب تحديد تاريخ الاستئصال المتوقع له عدة مرات.

## الجدول
المقالة الأصلية : جدول اللقاحات الرابط جدول اللقاحات
لمعلومات تخص البلد عن سياسات التلقيح وممارستها الرابط : سياسة التلقيح
من أجل وقاية مثلى، ينصح أن يبدأ لاأطفال بأخذ اللقاحات حالما يتطور جهازهم المناعي بشكل كاف ليستجيب للقاحات محددة، بالإضافة لجرعات معززة داعمة إضافية غالباً ما يحتاجونها
لتحقيق المناعة الكاملة. أدى هذا الأمر لتطوير جداول تلقيح معقدة. في الولايات المتحدة الأمريكية الجمعية الاستشارية لممارسة علم المناعة، والتي اقترحت إضافات على جدول مراكز معلاجة الأمراض والوقاية منها، اقترحت تلقيح الأطفال بشكل روتيني ضد التهاب الكبد A والتهاب الكبد B، شلل الأطفال، النكاف، الحصبة، الحصبة الألمانية، الدفتيريا، الشاهوق، الكزاز، مستدمية نزلية، الحماق، فيروس الروتا، الانفلونزا، الخمج بالمكورا السحائية، ذات الرئة. العدد الكبير من اللقاحات واللقاحات الداعمة التي اقترحت (تصل إلى 24 حقنة للطفل حتى عامه الثاني) قاد إلى مشاكل في تحقيق التزام كامل. ولمواجهة معدلات الالتزام المرفوضة، تأسست عدة أنظمة إخطار، وحالياً يباع في الأسواق العديد من اللقاحات الممزوجة (على سبيل المثال اللقاح المتقارن للمكورات السحائية، ولقاح MMRV) والتي تقدم وقاية ضد عدة عدة أمراض معاً.
إضافة إلى التوصيات بتلقيح الأطفال وبالجرعات الداعمة، هناك توصيات بعدة لقاحات معينة بأعمار أخرى، أو توصيات بتكرار الجرعة عدة مرات خلال الحياة، والأكثر شيوعا لقاحات الحصبة والكزاز والإنفلونزا وذات الرئة. غالباً يتم التحري عن استمرار المقاومة لدى النساء الحوامل لفيروس الحصبة الألمانية. لقاح الفيروس الحليمومي البشري ينصح به في الولايات المتحدة (من 2011) وبريطانيا (من 2009). توصيات اللقاحات للأعمار الكبيرة تركز على ذات الرئة والإنفلونزا، والتي تعتبر المسبب الأهم للوفاة في هذه الفئة العمرية.في عام 2006 تم تقديم لقاح ضد القوباء المنطقية، مرض يسببه فيروس الحماق، ويصيب الأعمار الكبيرة غالباً.

## التاريخ

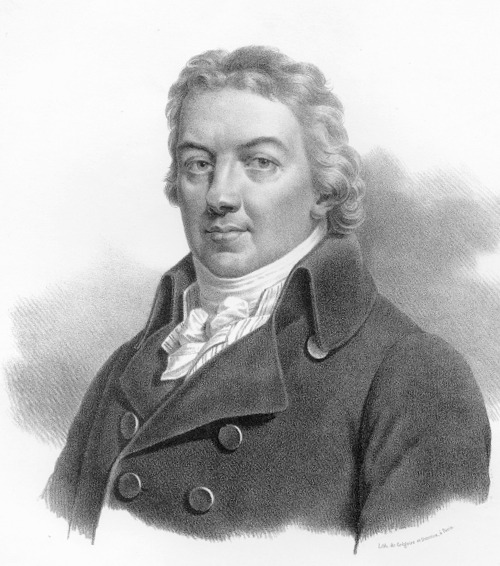
إدوارد جينر

قبل بداية التلقيح بمواد مستخلصة من حالات جدري البقر (تمنيع غيري النمط)، كانت الإصابة بالجدري تمنع عبر التلقيح المتعمد بفيروس الجدري، والتي دعيت فيما بعد بعملية التجدير لتمييزها عن لقاح الجدري. التلميحات الاقرب من ممارسة تطعيم الجدري في الصين تأتي خلال القرن العاشر. كما يمارس الصينيون أقدم استخدام موثق للتجدير، التي يعود تاريخها إلى القرن الخامس عشر. تنفيذ طريقة «نفخ الأنف» التي يتم تناولها عن طريق نفخ المواد الجدرية المسحوقة، وعادة الجلبة، حتى الخياشيم يديرها. وقد سجلت تقنيات النفخ المختلفة على مر القرون السادس عشر والسابع عشر داخل الصين:60. ورد تقريران عن ممارسة الصين التلقيح من قبل الجمعية الملكية في لندن في 1700. واحدا تلو الدكتور مارتن ليستر الذي حصل على تقرير من قبل موظف في شركة الهند الشرقية المتمركزة في الصين وآخر من قبل Clopton Havers. جاءت هذه المعلومة للغرب من الإمبراطورية العثمانية عام 1721 بواسطة (ليدي ميري وورنتلي موتاغ) والتي عرفته ل (هانس سلون) طبيب الملك (البريطاني).
في وقت ما في أواخر الستينات في 1760م (ادوارد جينر)أثناء تدربه على مهنته كجراح صيدلي، علم عن القصة، والتي شاعت في المناطق الريفية، أن عمال الألبان لن يصابوا بعد ذلك بالمرض القاتل أو المشوه الجدري، لأنهم أصيبوا بجدري البقر، والذي له تأثير بسيط جداً على الإنسان.
في عام 1796، استخلص جينر قيحاً من يد فتاة تعمل حلابة بقر مصابة بجدري الأبقار، لينقله إلى ذراع طفل عمره ثمان سنوات عبر خدش يده، وبعد ستة أسابيع تم تجدير هذا الصبي بفيروس الجدري فلاحظ أنه لم يصب بالجدري. وسع جينر دراساته، وفي عام 1798 أعلن أن لقاحه آمن للأطفال والبالغين، وأنه قابل للنقل من ذراع لأخرى مقللاً الاعتماد على المخازين غير الموثوقة من الأبقار المصابة. ومنذ أن أصبح التلقيح بجدري البقر أكثر أماناً من إدخال الجدري ، وعلى الرغم أن التلقيح بالجدري ظل يجرب في بريطانيا، تم منعه في 1840.
تم اكتشاف الجيل الثاني من اللقاحات من قبل لويس باستور في أعوام 1880، والذي طور لقاحات من أجل كوليرا الدجاج، والجمرة، ومنذ أواخر القرن التاسع عشر أصبح للقاحات هيبة عالمية، ووضعت لها قوانين إلزامية.
شهد القرن العشرين اكتشاف لقاحات عديدة ناجحة، بما فيها لقاحات ضد الدفتيريا، والحصبة، والنكاف، والحصبة الألمانية. وشهد إنجازات كبيرة كتطوير لقاح لشلل الأطفال في الخمسينات من 1950، واستئصال الجدري في وال 1970،1960 في الستينات والسبعينات، كان موريس هيلمان الأكثر إنتاجاً في تطوير اللقاحات في القرن العشرين. وعندما أصبحت اللقاحات أكثر شيوعاً، الكثير من الناس اعتبروها كأمر مسلم به. على أي حال بقيت اللقاحات متهربة من أمراض هامة كالحلأ البسيط، والملاريا، والإيدز.

### العلامات المميزة

الجدول الزمني للمطاعية

| العام     | العلامة المميزة                                                                                        |
| --------- | --- |
| 1000      | ممارسة الصينيين لعملية التجدير                                                                         |
| 1545      | وباء الجدري في الهند                                                                                   |
| 1578      | وباء السعال الديكي في باريس                                                                            |
| 1625      | بدايات الجدري في شمال أمريكا                                                                           |
| 1633      | استعمار وباء الجدري في ولاية massashusets                                                              |
| 1661      | إمبراطورية كامبغكسي اعطت دعم ملكي من أجل التلقيح                                                       |
| 1676      | أرشف توماس سدنهام الإصابة بالحصبة                                                                      |
| 1676      | الطاعون الهندي في ايروكوا أرشف من قبل لويس دو بود دو فرونتس                                            |
| 1694      | ماتت الملكة ماري الثانية بمرض الجدري في 28 كانون الأول                                                 |
| 1699      | اندلاع مرض الحمى الصفراء في مستعمرات أمريكا                                                            |
| 1718      | السيدة ماري مونتاغ تم تلقيح ابنها البالغ من العمر ست سنوات في القسطنطينية من قبل الدكتور شارلز ميتلاند |
| 1721      | السيدة ماري مونتاغ تم تلقيح ابنتها عمرها سنتين من قبل الدكتور شارلز ميتلاند في بريطانيا                |
| 1736      | مات ابن بنجامين فرانكلين عن عمر 4 سنوات بمرض الجدري                                                    |
| 1740      | أعطى فريدريخ هوفمان الوصف الأول للحصبة الألمانية                                                       |
| 1757      | وضح فرانسيس هوم الطبيعة الخامجة للحصبة                                                                 |
| 1798      | نشر ادوارد جينر حساباته في تأثير لقاح الجدري الذي ابتكره                                               |
| 1800      | أحضر بنجامين ووترهاوس لقاح الجدري إلى أمريكا                                                           |
| 1817      | بدأ انتشار وباء الكوليرا                                                                               |
| 1817      | درس بانوم إمراضية الحصبة في جزيرة فاروي                                                                |
| 1854      | فيليبو باسيني عزل ضمات الكوليرا                                                                        |
| 1874      | بدأ تطبيق قانون لقاح إلزامي للجدري وإعادة اللقاح في ألمانيا                                            |
| 1880      | طور لويس باستور لقاح حي مضعف لكوليرا الدجاج                                                            |
| 1881      | محاولة علنية ل لويس باستور لابتكار لقاح للجمرة في بويلي لو فورت                                        |
| 1881      | اكتشف لويس باستور وجورج سترنبرغ المكورات الرئوية بشكل مستقل                                            |
| 1882      | عزل كوخ الخمج بالمتفطرة السلية (التدرن)                                                                |
| 1885      | منع لويس باستور الإصابة بداء الكلب في جوزيف ميستر وذلك عبر التلقيح قبل التعرض                          |
| 1888      | افتتح معهد باستور في 14 تشرين الثاني                                                                   |
| 1890      | شيباسابورو كيتاساتو وايميل فون بهرنغ منَعوا الخنازير في غينيا بذيفان الدفتيريا المعالج بالحرارة         |
| 1892      | اكتشف فيفر البكتيريا المسبب لمرض الإنفلونزا                                                            |
| 1894      | وثق اندلاع شلل الأطفال بشكل كبير لأول مرة في أمريكا في مدينة روتلاند، فيرموت                           |
| 1896      | اكتشف كوخ لقاح الكوليرا وهو غير مدرك لاكتشافه من قبل من قبل فليبو باسيني                               |
| 1898      | سمح في بريطانيا الإعفاء من لقاح الجدري على أساس الوعي                                                  |
| 1899      | وبائيات الحمى الصقراء بين عمال قناة باناما نتج عنها نقل حقوق المشروع من فرنسا إلى الولايات المتحدة     |
| 1900      | اكتشف كارلورس فانواي وولتر رييد أن الحمى الصفراء تنتقل عبر البعوض بعد دراستها في كوبا                  |
| 1906      | جولز بورديت واوكتاف جينغو عزلوا البورتيدلية المسببة للسعال الديكي                                      |
| 1908      | كارل لاندشتاينر وإرفين بوبر اكتشفوا الفيروس المسبب لشلل الأطفال                                        |
| 1924      | عرف ال BCG كلقاح السل الحي                                                                             |
| 1935      | طورماكس تيلر لقاح حي مضعف للحمى الصفراء D17                                                            |
| 1945      | تم تطوير لقاح للانفلونزا المسببة باستسقاء السائل الأمنيوسي                                             |
| 1949      | زرع جون اندرز فيروس شلل الأطفال في بنية نسيجية                                                         |
| 1955      | عطل جون سالك استخدام لقاح شلل الأطفال المرخص من استخدام العموم                                         |
| 1960      | بدأت محاولات البرت سابين لاكتشاف لقاح حي مضعف لشلل الأطفال                                             |
| 1960–1969 | طورت لقاحات حية مضعفة للحصبة والنكاف والحصبة الألمانية                                                 |
| 1974–1984 | طورت لقاحات عديدة السكاريد للمكورات السحائية، المكورات الرئوية والمستدميات النزلية                     |
| 1980      | أعلنت منظمة الصحة العالمية الاستئصال العالمي للجدري                                                    |
| 1981      | تم ترخيص لقاح التهاب الكبد B                                                                           |
| 1983      | وضح هارالزد زور هوسن أن سرطان عنق الرحم يحرض بسبب الفيروس الحليمومي البشري                             |
| 1983      | تم تطوير اقتران السكريات مع البروتينات في الإنفلونزا المسبببة ب المستدمية النزلية                      |
| 1986      | تم ترخيص لقاح التهاب الكبد B المعاد تركيبه والمشتق من الخميرة                                          |
| 1989      | كونسبسيون كامبا وفريقها ابتكر اللقاح الأول ضد التهاب السحايا بالنيسيريات السحائية النمط B              |
| 1991      | تم تطوير وترخيص لقاح للكوليرا dukoral في السويد                                                        |
| 1994      | جاكينتة كونفيت طور لقاحاً للايشمانيا معتمداً على مبدأ لقاح السل BCG                                      |
| 1994      | أعلن عن استئصال شلل الأطفال في الأمريكيتين                                                             |
| 2002      | أعلن عن استئصال شلل الأطفال في أوروبا                                                                  |
| 2006      | تم ترخيص أول لقاح ضد لفيروس الحليمومي البشري                                                           |
| 2014      | إعلان استئصال شلل الأطفال من الهند                                                                     |

## المجتمع والثقافة

### المعارضة
المقالة الرئيسية : الجدل حول استخدام اللقاح

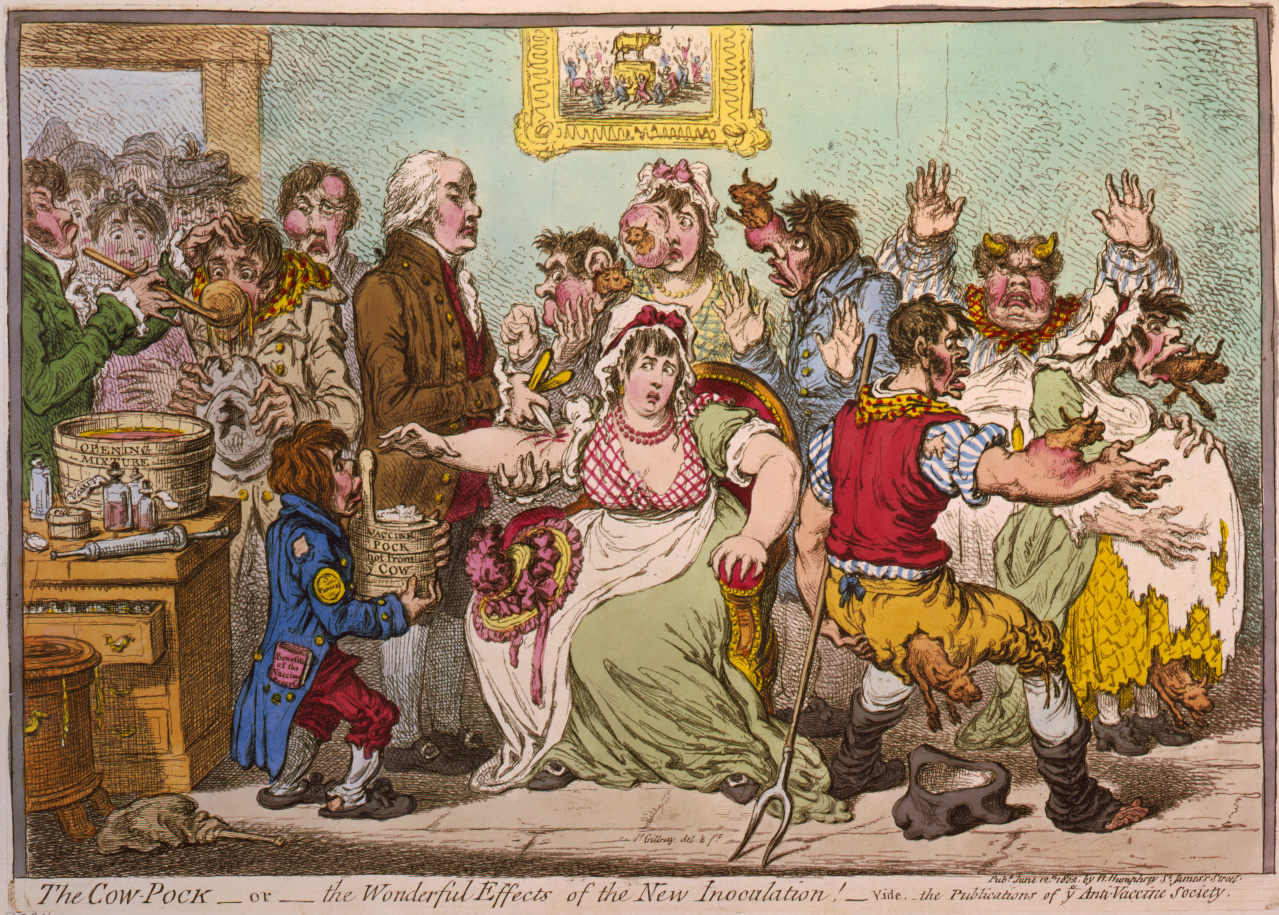
جيمس جيلري, بثرة البقرة..أو.. النتائج الرائحة للقاحات الجديدة ! (1802)

وجدت معارضة لموضوع اللقاحات من مجموعة كبيرة من النقاد منذ بداية حملات التلقيح. على الرغم من فوائد منع المعاناة والموت بسبب الأمراض المعدية الخطيرة والتي وضحت بشكل كبير ندرة التأثيرات الضارة التالية للتمنيع، نشأت الكثير من النزاعات حول تسبيب اللقاحات الموت، أخلاقياتها، فعاليتها، وأمانها. بعض نقاد اللقاحات قالوا أنها غير فعالة ضد الأمراض، أو أن دراسات اللقاحات من حيث الأمان غير كافية. بعض المجموعات الدينية لم تسمح باللقاحات. وبعض المجموعات السياسية عارضت التلقيح الإلزامي على أساس الحرية الفردية. كنتيجة، زاد الاهتمام بأن المعلومات المنتشرة غير الصحيحة عن مخاطر التلقيح من الناحية الطبية تزيد معدلات الأمراض المعدية المهددة للحياة، ليس فقط لدى الأطفال الذين رفض أهلهم تلقيحهم، وانما أيضاً عند الذين لا يمكن تلقيحهم بسبب عمرهم أو بسبب نقص المناعة لديهم، والذين يمكن أن ينتقل لهم المرض من الحملة غير الملقحين (انظر مناعة القطيع). يعتقد بعض الأهل أن اللقاحات تسبب التوحد رغم الإجماع العلمي على رفض هذه الفكرة. في عام 2011 اندريو ووكفالد، مؤيد رائد للخلافات التي تتحدث عن الارتباط المزعوم بين التلقيح والتوحد، اكتشف أنه يتلقى دعم مادي ليعطي معلومات ونتائج أبحاث خاطئة وسحبت منه شهادته الطبية.

### الاقتصاد والتطوير
من التحديات الكبيرة التي واجهت اللقاحات الاقتصاد، العديد من الأمراض التي تتطلب لقاحات كالايدز والملاريا ظهرت أساساً في البلدان الفقيرة. كان الحافز لدى الشركات الدوائية، والشركات الحيوية التقنية لتطوير لقاحات لهذه الأمراض صغيراً جداً، لأن الإيرادات المالية قليلة. حتى في الدول الأكثر ثراء كانت العائدات الاقتصداية ضئيلة، بينما كانت المخاطر كبيرة سواء اقتصادية أو غيرها.
اعتمدت أغلب اللقاحات حتى الآن على التمويل المدفوع من قبل الحكومات، الجامعات، المنظمات غير الربحية. العديد من اللقاحات التي بدت عالية التكاليف كانت مفيدة وفعالة للصحة العامة. ازداد عدد اللقاحات التي تدار بشكل كبير في العصور الحديثة. هذه الزيادة، وخصوصاً في عدد اللقاحات التي تعطى للأطفال قبل دخول المدرسة ممكن أن تكون بسبب التولي والدعم الحكومي أكثر من الحافز الاقتصادي ويكيبيديا:بحاجة لمصدر.

### براءات الاختراع
كثرة براءات الاختراع بعمليات تطوير اللقاحات يمكن أن يرى أيضاً كعقبة في وجه تطوير اللقاحات، بسبب الحماية الضعيفة لبراءة الاختراع لهذا المنتج النهائي.حماية الاكتشاف المتعلق باللقاح غالباً يصنع عبر براءة الاختراع للعمليات المستخدمة بتطوير لقاحات جديدة بالإضافة إلى حماية السرية.
ووفقا لمنظمة الصحة العالمية، لم يكن العائق الأكبر أمام إنتاج اللقاح المحلي في البلدان الأقل نموا براءات الاختراع، ولكن المالية، ومتطلبات جوهرية البنية التحتية، وخبرات القوى العاملة اللازمة لدخول السوق. اللقاحات هي مزيج معقد من المركبات البيولوجية، وعلى عكس حالة من الادوية، وليس هناك أي لقاحات عامة حقيقية. اللقاح الذي تنتجه منشأة جديدة يجب أن يخضع لاختبارات سريرية كاملة عن سلامة وفعالية مماثلة لتلك التي مر بها والتي أنتجت من قبل الشركة المصنعة الأصلية. بالنسبة لمعظم اللقاحات، وقد تم تسجيل براءة اختراع عمليات محددة. يمكن التحايل على طرق التصنيع البديلة، ولكن هذا يتطلب بنية تحتية R & D وقوة عاملة ماهرة بشكل مناسب. في حالة وجود عدد قليل من لقاحات جديدة نسبيا مثل لقاح فيروس الورم الحليمي البشري، قد تفرض براءات الاختراع حاجزا إضافيا.

## تصنيع اللقاحات

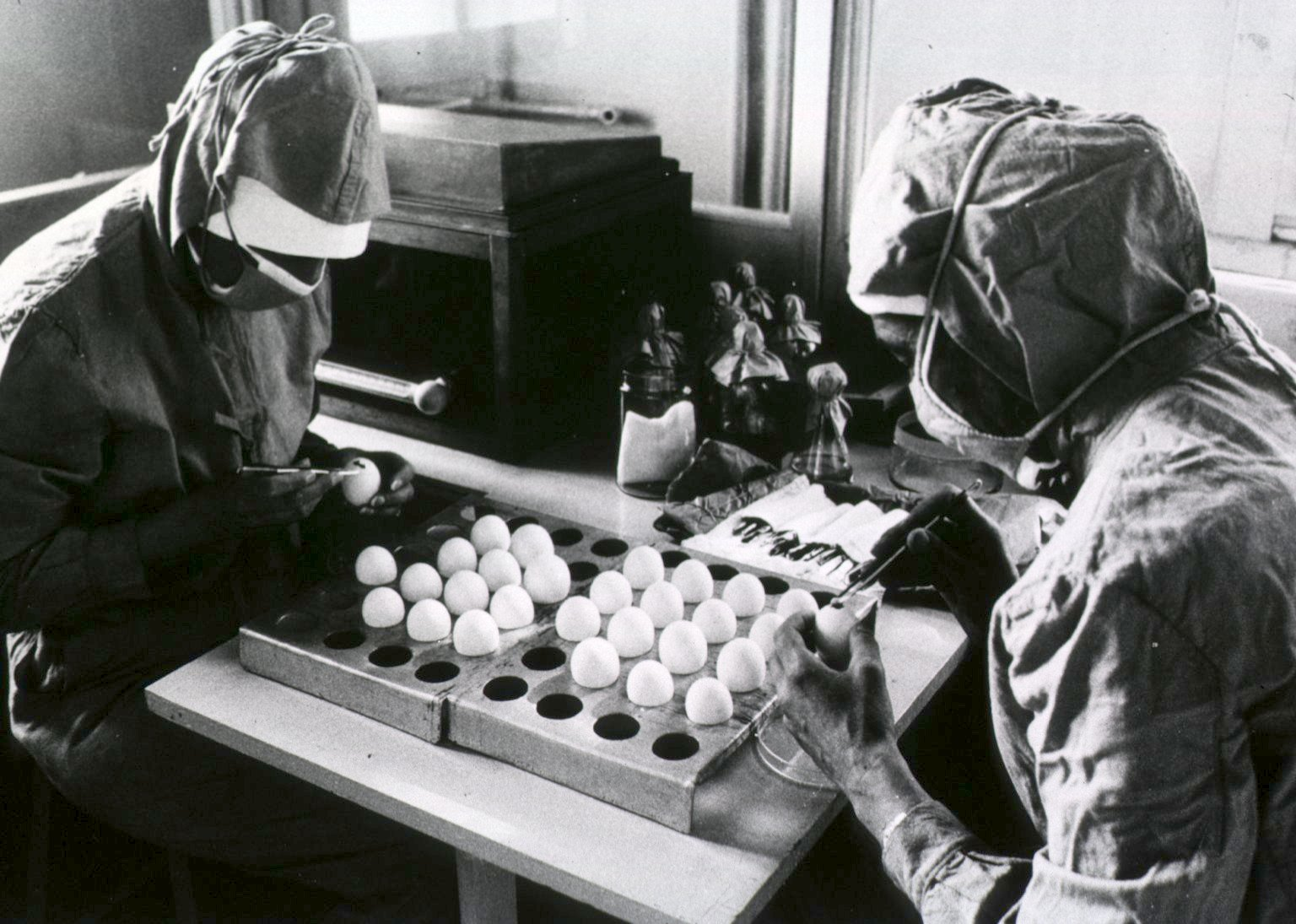
عاملان يقومان بعمل فتحات في بيوض الدجاج لاستخدامها في صناعة لقاح الحصبة.

تصنيع اللقاحات له مراحل عديدة. في البداية ينتج مولد الضد. تنمو الفيروسات إما عبر خلايا أولية مثل بيوض الدجاج (كالإنفلونزا) أو عبر خطوط خلوية مستمرة مثل خلايا الإنسان المزروعة كفيروس التهاب الكبد أ. تنمو البكتيريا في المفاعلات الحيوية (مثل انفلونزا المستدميات النزلية النمط B).كذلك البروتين المعاد تشكيله المشتق من الفيروسات والجراثيم يمكن أن ينتج من الخميرة، البكتيريا، اوالخلايا المزروعة. بعد أن ينتج مولد الضد يعزل من الخلايا المنتجة له. يمكن أن نحتاج لتعطيل الفيروس، وغالباً دون إجراءات تنقية إضافية مطلوبة. بروتينات إعادة التشكيل تحتاج لعمليات إضافية تتضمن الترشيح الفائق والتلوين العمودي. في النهاية يتشكل اللقاح بإضافة مساعدات، مثبتات، مواد حافظة حسب الحاجة. المساعدات تحرض الجواب المناعي لمولد الضد، المثبتات تزيد مدة التخزين (الصلاحية)، والمواد الحافظة تسمح باستخدام عبوات اللقاح متعددة الجرعات. اللقاحات المختلطة أو المركبة أصعب من ناحية التصنيع والتطوير بسبب احتمال عدم التوافق أو التفاعلات بين مولدات الضد والمحتويات الأخرى الموجودة.
تقنيات تصنيع اللقاح في تطوير مستمر. مستنبتات (مستحضرات) خلايا الثديات يتوقع أن تصبح مهمة بشكل كبير مقارنة بالخيارات التقليدية كبيوض الدجاج، وذلك بسبب الإنتاجية الأكبر، وقلة وقوع المشاكل المتعلقة بالتلوث. تقنية إعادة التركيب التي تصنع لقاح مزال السمية وراثياً يتوقع أن تنمو وتشيع لتصنيع لقاحات للبكتيريا التي تستخدم الذيفانات. اللقاحات المركبة يتوقع أن تنقص الكميات التي تحويها من مولدات الضد وبالتالي تنقص التفاعلات غير المرغوبة باستخدام النماذج الجزيئية المرتبطة بالعامل الممرض.
في عام 2010 صنعت الهند 60% من لقاحات العالم كلفت حوالي 900 مليون دولار (670 مليون يورو).

### السواغات
إلى جانب اللقاح الفعال نفسه، السواغات التالية شائعة الوجود في تكوينات اللقاحات:
- أملاح أو هلام الألمنيوم تضاف كمساعدات. تضاف المساعدات لتحرض استجابة مناعية للقاح أبكر وأقوى وأكثر استمراراً، فتسمح بذلك بالتقليل من جرعة اللقاح المعطاة.
- الأجسام المضادة: تضاف لبعض الللقاحات لتمنع نمو الجراثيم أثناء تصنيع وتخزين اللقاح.
- بروتين البيض يوجد في لقاحات الإنفلونزا والحمى الصفراء لأنها تحضر باستخدام بيوض الدجاج، وبروتينات أخرى يمكن أن تتواجد أيضاً.
- الفورم الدهيد يستخدم لتعطيل منتجات البكتيريا في لقاحات الذيفانات.يستخدم الفورم الدهيد أيضاً لتعطيل الفيروسات غير المرغوبة، وقتل البكتيريا التي يمكن أن تلوث اللقاح خلال التصنيع.
- غلوتامات أحادي الصوديوم MSG و2 فينواوكسي ايتانول يستخدمان أيضاً كمثبتان في القليل من اللقاحات، لمساعدة اللقاح على البقاء ثابتاً عندما يتعرض للحرارة، الضوء، الحموضة، الرطوبة.
- ثيميروسال: مواد حافظة تحتوي على الزئبق، تضاف إلى عبوة اللقاح التي تحوي أكثر من جرعة واحدة لتمنع تلوثه، ونمو بكتيريا كامنة مؤذية.بسبب الجدل حول الثيميروسال أزيل من معظم اللقاحات.

### دور المواد الحافظة
العديد من اللقاحات تحتاج المواد الحافظة لمنع التأثيرات الضارة الخطيرة كالخمج بالمكورات العنقودية، والذي قتل في حادث واحد عام 1928 اثنا عشر طفل من أصل واحد وعشرين لقحوا بلقاح الدفتيريا دون مواد حافظة. المواد الحافظة المتوفرة تتضمن ثيميروسال، فينوكسي ايتانول، والفورم الدهيد.الثيميروسال أكثر فعالية تجاه البكتيريا، عمر تخزينه أو مدة صلاحيته أطول، ويحسن ثباتية اللقاح، وقوته، وأمانه.و لكن في أمريكا، ودول الاتحاد الأوروبي، وغيرها من الدول الثرية لم يعد يستخدم كمواد حافظة في لقاحات الأطفال، واعتبر ذلك كإجراء وقائي بسبب احتوائه على الزئبق. على الرغم من أن الادعاءات الجدلية توصلت إلى أن الثيميروسال يسبب التوحد، لا يوجد دليل علمي مقنع يدعم هذه الادعاءات.

## أنظمة التوصيل

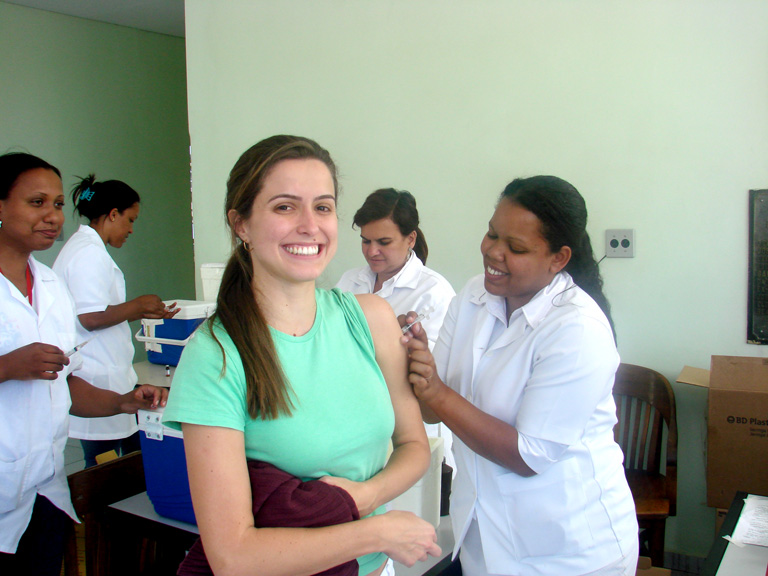
امرأة تأخذ لقاح الحصبة الالمانية في البرازيل 2008.

تطوير أنظمة التوصيل الحديثة زاد الأمل باللقاحات الأكثر أماناً وفعالية التنقل وتستخدم. خطوط البحث تتضمن الجسيمات الشحمية liposomes ومعقد الحث المناعيISCOM.
التطورات الملحوظة في تقنيات توصيل اللقاح تضمنت اللقاحات الفموية. المحاولات الباكرة لتطبيق اللقاحات الفموية أظهرت درجات متنوعة من الوعود، ابتدأت باكرة في القرن العشرين، في الوقت الذي كانت فيه احتمالية فعالية أي لقاح فموي مثار جدل.
في الثلاثينيات من 1930 كان هناك اهتمام متزايد في القيمة الوقائية للقاح، على سبيل المثال حمى التيفوئيد.
لقاحات شلل الأطفال الفموية تغيرت لتصبح فعالة عندما أصبحت تدار من قبل فريق عمل تطوعي دون تدريب رسمي، أظهرت النتائج أيضاً السهولة المتزايدة والفعالية لعملية إدارة اللقاحات. اللقاحات الفموية الفعالة لها عدة محاسن، على سبيل المثال لا يوجد خطر تلوث الدم. اللقاحات المعدة للاستخدام الفموي يجب ألا تكون سائلة، لأن الصلبة تكون أكثر ثباتية وأقل عرضة للتخرب أو التلف بالتجميد أثناء النقل أو التخزين. هذه الثباتية تقلل الحاجة ل«سلسلة التبريد»: التي تحتاجها الموارد لتحفظ اللقاحات في مجال درجة حرارة معينة من مرحلة التصنيع إلى نقطة الإدارة، وهذا بالتالي يمكن أن يقلل من كلفة اللقاح.
طريقة الإبرة المجهرية، لا تزال في مرحلة التطوير، تستخدم «إسقاطات حادة وهمية مختلقة بترتيب تستطيع أن توصل مسارات لتوصيل اللقاح عبر الجلد».
جهاز توصيل اللقاح بدون إبرة التجريبي، يجرب حالياً على الحيوانات بقعة بحجم الطابع تشابه ضماد لاصق تحوي على 20,000 أسقاطات مجهرية في الإنش المربع. هذه الإدارة الجلدية تزيد بشكل كبير فعالية التلقيح، كما تتطلب كمية لقاحات أقل من الحقن.

### البلاسميدات
أصبح استخدام البلاسميدات شرعياً في الدراسات قبل السريرية كاستراتيجية لقاح واقي من السرطانات والأمراض المعدية.على أية حال، في الدراسات الإنسانية لم تنجح هذه المقاربة في تقديم فائدة سريرية ذات صلة بالموضوع نفسه.الفعالية الإجمالية للتمنيع ببلاسميدات DNA تعتمد على زيادة مناعية البلاسميدات بينما تصلح أيضاً العوامل المساهمة في التفعيل الخاص بالخلايا المؤثرة بالمناعة.

## الطب البيطري

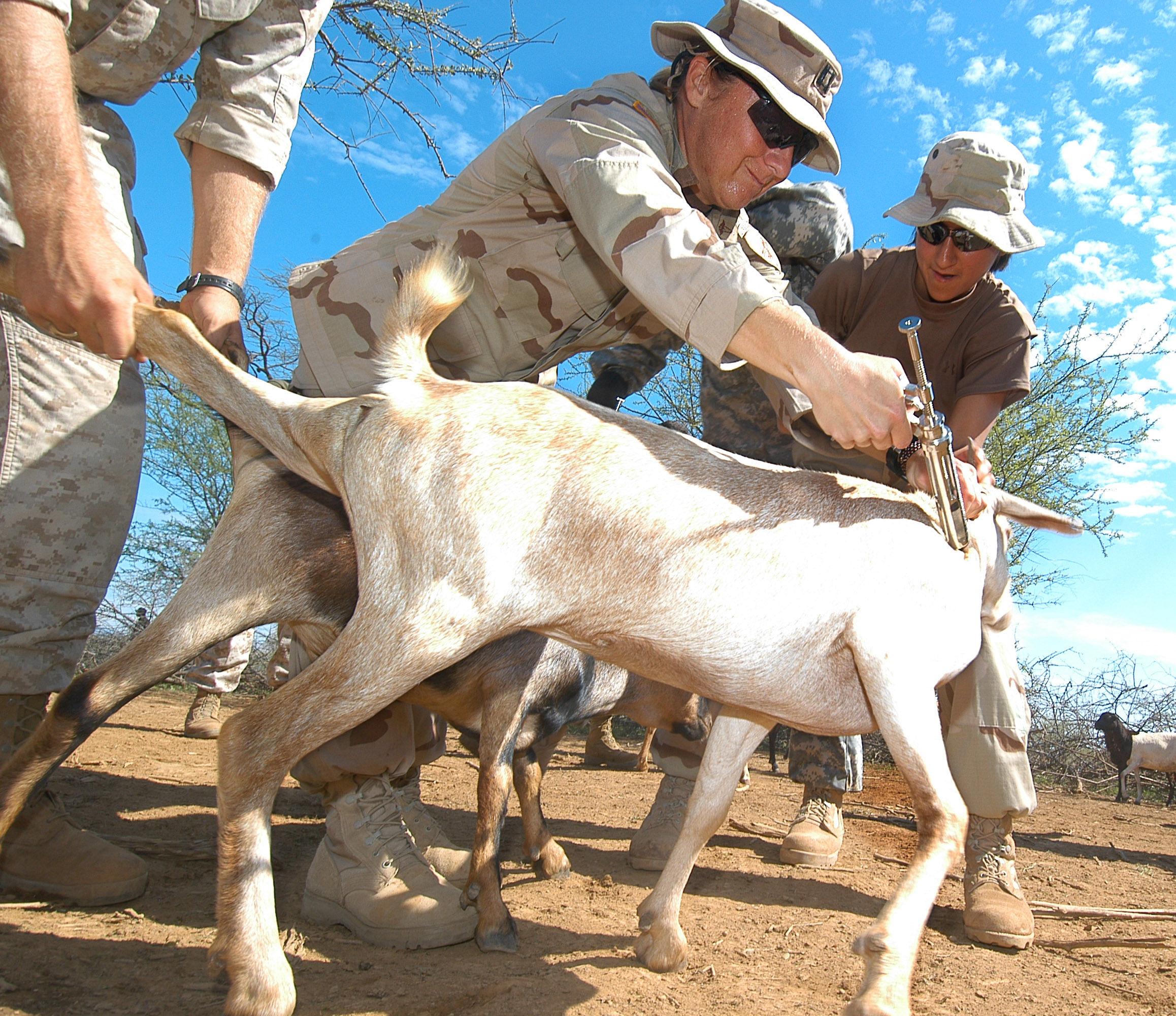
التطعيم ضد جدري أغنام الماعز والالتهاب الرئوي البلوري

استخدمت اللقاحات عند الحيوانات لغرض منع تعرضهم للأمراض، ولمنع نقلها للإنسان أيضا. كلا الحيوانات سواء المحفوظة كالحيوانات الأليفة، أو المتروكة كالماشية يتم تلقيحها بشكل روتيني.في بعض الحالات يمكن تلقيح سكان البرية، هذا ينفذ في بعض الحالات في الأطعمة المرتبطة بالمرض في المناطق الموبوءة بالمرض، كما تم ضبط داء الكلب عند الراكونات.
أينما يحصل داء الكلب يصبح لقاح الكلب مطلوباً بالقانون. من اللقاحات الكلبية الأخرى: مرض الكلاب، الفيروسات الصغيرة الكلبية، الخمج بالتهاب الكبد الكلبي، الفيروس الغدي 2، داء البريميات، البورديتيلة، فيروس نظيرة النزلة الوافدة الكلبية، داء لايم، وغيرها.
حالات اللقاح الحيوانية المستخدمة لدى الإنسان موثقة، سواء بشكل مقصود أو صدفة في بعض الحالات، الأمراض الناتجة والأكثر مصادفة داء البروسيلات. على أية حال التقارير عن حالات كهذه نادرة، وتمت عدة دراسات قليلة جداً حول أمانها ونتائج ممارستها. مع ظهور اللقاح الذي يؤخذ استنشاقاً في عيادات البيطريين للحيوانات الأليفة، زاد في السنوات الأخيرة تعرض الإنسان للعوامل الممرضة التي لا يحملها بشكل طبيعي كالبورديتيلة الخامجة للقصبات. في بعض الحالات، داء الكلب يعتبر الأكثر مشاهدة عند الحيوان، اللقاح الحيواني المشابه ضد عامل ممرض ممكن أن يكون بنفس مقاييس الأهمية، واقتصادي أكثر من الإنساني.

## لقاحات ال DIVA
DIVA (تمييز الحيوانات المصابة بالمرض عن الحيوانات التي أخذت اللقاح) هذه اللقاحات جعلت من الممكن تمييز الحيوانات المريضة عن الملقحة.
لقاحات ال DIVA تحمل على الأقل حاتمة واحدة أقل من العضويات الدقيقة المنتشرة في المجال. هناك فحص تشخيصي مرافق يحدد لنا الجسم المضاد ضد هذه الحاتمة وهو ما يمكننا من التمييز.

### لقاحات ال DIVA الأولى
لقاحات ال DIVA الأولى (و التي دعيت سابقاً لقاحات العلامة أو الدلالة ومنذ عام 1999 سميت لقاحات الDIVA) والفحوص التشخيصية المرافقة تم تطويرها من قبل J.T. van Oirschotو طلاب في المعهد البيطري المتوسط في ليليستاد، نيثرلاند.

وجدوا أن بعض اللقاحات الموجودة ضد داء الكلب الكاذب (و الذي يطلق عليه مرض أوجزكيز أيضاً طرأ عليها حذف في صيغتها الجينية الفيروسية (من بينها صيغة ال gE). أجسام مضادة وحيدة النسيلة تم إنتاجها لمنع هذا الحذف وتم اختيارها التطوير اليزا توضح أو تشرح وجود أجسام مضادة ضد gE. بالإضافة لذلك تم بناء قصة مصممة وراثياً حول لقاحات سلبية ال gE. بنفس الطريقة، تم تطوير لقاحات ال DIVA والفحوص التشخيصية المرافقة ضد خمج فيروسات الحلأ البقرية 1.

### استخدامها في الممارسة
طبقت إستراتيجية ال DIVA ببلدان عديدة، ونجحت باستئصال فيروس داء الكلب الكاذب. تم تلقيح الخنازير بشكل مكثف وتمت مراقبتهم عبر الفحوص التشخيصية المرافقة ومن ثم إزالة الخنازير المريضة من السكان.لقاحات ال DIVA لفيروسات الحلأ البقرية 1 أيضاً واسعة الاستخدام سريرياً في الممارسة.

### لقاحات DIVA أخرى (قيد التطوير)
وضع العلماء ولا يزالون يحاولون وضع الكثير من الجهود لتطبيق مبادئ الDIVA على مجال أوسع من الأمراض المعدية، على سبيل المثال الحمى الخنزيرية الكلاسيكية انفلونزا الطيور Actinobacillus pleuropneumonia ذات الجنب بالجراثيم المشعشعة Actinobacilluspleuropneumonia والإصابة بالسالمونيلا عند الخنازير.

## الاتجاهات
اتخذ تطوير اللقاحات عدة اتجاهات:
- حتى المدى القريب معظم اللقاحات كانت تستهدف الرضع والأطفال الصغار، ولكن بدأت تستهدف المراهقين والكبار بشكل أكبر.[89][90]
- دمج اللقاحات مع بعضها أصبح أكثر شيوعاً، اللقاحات التي تحوي خمسة مكونات أو أكثر أصبحت مستخدمة بعدة أجزاء في العالم.[89] في عام 2013 أطلقت Biofarma منتج دعي ب pentabio وهو مزيج من اللقاحات: الدفتيريا، الكزاز، السعال الديكي، التهاب الكبد B وانفلونزا المستدميات النزلية النمط B وذلك للرضع والأطفال في برنامج التلقيح الاندونيسي.[91]
- يتم تطوير طرق جديدة في إدارة اللقاحات كلصقات الجلد، بخاخات بواسطة اجهزة استنشاق، وتناول نباتات معدلة وراثياً[89]
- أصبحت اللقاحات تصمم لتحرض الاستجابة المناعية الفطرية والمكتسبة أيضاً[89]
- تمت عدة محاولات لتطوير لقاحات للمساعدة في معالجة الامراض المزمنة كمعارضة لمنع حدوث المرض[89]
- يتم تطوير لقاحات لتدافع عن الجسم ضد الهجمات البيولوجية الإرهابية كالجمرة والطاعون والجدري[89]
- تقدير اختلافات الجنس والحمل في استجابات اللقاح ممكن أن تغير الاستراتيجيات المستخدمة من قبل موظفي الصحة العامة[92]
- يحاول العلماء الآن تطوير لقاحات اصطناعية بإعادة تشكيل البنية الخارجية للفيروس[93]

المبادئ التي تتحكم بالاستجابة المناعية يمكن أن تستخدم الآن في اللقاحات المصنوعة ضد عدة أمراض إنسانية غير معدية، كالأورام والأمراض المناعية الذاتية حسب الطلب
على سبيل المثال اللقاح التجريبي CYToo6-AngQb تم التحقيق حوله كعلاج محتمل لارتفاع ضغط الدم
العوامل المؤثرة على تطوير اتجاهات اللقاح تتضمن التطور في الطب المتنقل، التركيبة السكانية، علم التنظيم، الاستجابات السياسية، والثقافية، والاجتماعية

### النباتات كمفاعلات حيوية لصنع اللقاحات
تعد النباتات المعدلة وراثياً أنظمة تعبيرية واعدة لتصنيع اللقاحات. النباتات المعقدة كالتبغ والبطاطا والبندورة والموز يمكن أن يكون لديها مورثات مندمجة تجعل من الممكن تصنيع لقاحات مفيدة للإنسان منها. تم تطوير الموز لصناعة لقاح بشري ضد التهاب الكبد B. مثال آخر : تعبير البروتين المنصهر (المندمج) في نباتات الفصة المعدلة وراثياً، للتوجيه الانتقائي للخلايا المقدمة للمستضد وبهذا زيادة قوة اللقاح ضد فيروس اللإسهال البقري BVDV.

## وصلات خارجية
- Vaccines and Antisera على مشروع الدليل المفتوح
- WHO Vaccine preventable diseases and immunization
- World Health Organization position papers on vaccines
- The History of Vaccines, from the College of Physicians of Philadelphia
This website was highlighted by Genetic Engineering & Biotechnolgy News in its "Best of the Web" section in January 2015. See: "The History of Vaccines". Best of the Web. ماري آن ليبيرت. ج. 35 رقم  2. 15 يناير 2015. ص. 38.
- University of Oxford Vaccinology Programme: a series of short courses in vaccinology